# Distrito electoral de Cache (condado de Johnson, Illinois)
Cache (en inglés: Cache Precinct) es un distrito electoral ubicado en el condado de Johnson en el estado estadounidense de Illinois. En el Censo de 2010 tenía una población de 593 habitantes y una densidad poblacional de 7,37 personas por km².

## Geografía
Cache se encuentra ubicado en las coordenadas 37°21′45″N 88°58′39″O / 37.36250, -88.97750. Según la Oficina del Censo de los Estados Unidos, Cache tiene una superficie total de 80.42 km², de la cual 79.98 km² corresponden a tierra firme y (0.55%) 0.44 km² es agua.

## Demografía
Según el censo de 2010, había 593 personas residiendo en Cache. La densidad de población era de 7,37 hab./km². De los 593 habitantes, Cache estaba compuesto por el 95.95% blancos, el 0% eran afroamericanos, el 2.02% eran amerindios, el 0.17% eran asiáticos, el 0% eran isleños del Pacífico, el 0% eran de otras razas y el 1.85% pertenecían a dos o más razas. Del total de la población el 2.7% eran hispanos o latinos de cualquier raza.